# Utopileus aurivillianus
Utopileus aurivillianus là một loài bọ cánh cứng trong họ Cerambycidae.